# Epilog (muzyka)
Epilog w formie sonatowej – materiał muzyczny zamykający odcinek ekspozycji lub repryzy; niekiedy jest to też określenie końcowej sceny w operze.

## Źródła/Bibliografia
- Mała encyklopedia muzyki, Stefan Śledziński (red. naczelny), PWN, Warszawa 1981, ISBN 83-01-00958-6